# Frauen für den Frieden
Frauen für den Frieden – unter diesem Namen agieren Frauengruppen in West und Ost als Teil der internationalen Friedensbewegung, die in den 1970er Jahren aus dem Einsatz von irischen Frauen gegen den Nordirlandkonflikt heraus entsteht und sich sehr schnell international verbreitet.
Nach eigenen Aussagen setzen sich die verschiedenen Gruppierungen der FfF für eine friedliche Welt ein. Der Frieden soll dabei vor allem durch die Erfüllung der Grundbedürfnisse aller Menschen sowie Gerechtigkeit zwischen den Menschen entstehen. Entstehende Konflikte sollen ohne Gewalt, durch Vermittlungen und Verhandlungen gelöst werden. Wichtige Grundsätze sind zudem die Gleichberechtigung von Frauen und Männern weltweit sowie der Einbezug der Sichtweise und der Lebenserfahrungen von Frauen und Männern in allen Bereichen des Lebens (siehe Gender-Mainstreaming).

## Deutschland West und Ost
In Westberlin und der Bundesrepublik entstanden fast hundert neue Frauenfriedensgruppen zwischen dem Kongress der Courage 1979 gegen Atom und Militarismus, dem Appell der Anstiftung der Frauen für Frieden vom 27. Februar 1980 und der Umweltfrauenkonferenz in Kopenhagen im Juni 1980 ermuntert durch den in der taz abgedruckten Appell skandinavischer Frauen zur Abrüstung zwischen den Supermächten, die als autonome Frauen-Friedensgruppen eine Vielzahl von Aktionen und Kampagnen insbesondere gegen den atomaren Rüstungswettlauf in Ost und West initiieren. Diese gewaltfreien Aktionen wurden auch Vorbild für Frauen hinter dem Eisernen Vorhang, der durch das Konzert von Joan Baez mit Bettina Wegner Pfingsten 1982 etwas durchbrochen wurde, wie durch die Luftballonaktion 1987 an der Mauer durch Hannah Kotowski, Eva Epple und Eva Quistorp. Initiatorinnen der Anstiftung der Frauen für Frieden und der Frauen für Frieden in der Bundesrepublik waren die Feministinnen Eva Epple, Eva Quistorp, Detel Aurandt, Heidemarie Langer und Hanne-Margret Birckenbach. Insgesamt ca. 40.000 Unterschriften wurden für die UNO-Frauenkonferenz im Juni 1980 in Kopenhagen gesammelt und übergeben.
Vom 1. bis 8. März 1981 organisierten nach einem Aufruf von Ricarda Steinbrecher und Eva Quistorp, westdeutsche Frauengruppen eine bundesweite Aktionswoche in hunderten von Städten der Bundesrepublik zum Thema Atomenergie und Atomwaffen, Friedenserziehung und Umwelterziehung, Gewaltbilder in den Medien, Gewalt gegen Frauen, Abrüstung etc. Zusammen mit den skandinavischen Frauen für Frieden, angestoßen von Eva Nordland aus Oslo und Hilka Pietaala aus Helsinki, organisieren Eva Quistorp mit anderen Frauen u. a. Doris Elbers die Teilnahme vieler Frauen von Berlin und der Bundesrepublik am Peace March 1981 von Kopenhagen nach Paris, der mit einer wunderbaren Kundgebung dort mit Julie Christie und der Greenham COMmon marching band abschloss, wo auch der 24. Mai als internationaler Aktionstag der Frauen für Frieden und Abrüstung auf Anregung von Lynne Jones vom END und Eva Quistorp ausgerufen wurde.
Die Gründerin der Frauen für den Frieden, Eva Quistorp, organisierte in West-Berlin ein Frauen-Plenum, dass die Akademie der Künste füllte mit Susanne von Pacenszky und Peggy Parnass und Sophie von Behr u. a. und zur Nachbereitung des Friedensmarsches 1981 Kopenhagen-Paris. Aus diesem Treffen entstand die Gruppe Frauen für den Frieden (Friedensmarsch mit Hildegard Klimmeck, Carola Elbers und Doris Elbers). Es sollten mehrere Friedensmärsche quer durch Europa stattfinden. Eine Wegstrecke von Berlin nach Bremen sollte auch durch die DDR führen, was von den DDR-Behörden nicht erlaubt wurde.
1982 wurde ein weiterer internationaler Frauen-Friedensmarsch von Frauen für den Frieden von Berlin aus geplant, vorbereitet und organisiert von Hildegard Klimmeck, Carola Elbers und Doris Elbers, Hannelore Pantzke, Marianne Gose und vielen anderen aus dem Berliner Frauenzentrum Stresemannstraße. Bundes- und europaweit wurde der „Friedensmarsch ’82 Berlin-Wien“ von Eva Quistorp aus dem Koordinierungsausschuss in Bonn und dem European Liaison Committee und END unterstützt. Ellen Diederich und die Sängerin und Friedensaktivistin aus den 1950er Jahren Fasia Jansen aus dem Ruhrgebiet begleiteten während der sechswöchigen ununterbrochenen Gewaltfreien Aktion den Friedensmarsch ’82 bis Wien, wo sie von der Frauenministern Johanna Dohnal empfangen wurden.
Der Aufruf „Für ein Atomwaffenfreies Europa in Ost und West“ formulierte eine Vision:

„Stellen wir uns vor, der Traum wird wahr. Wir erwachen morgens aus einem tiefen Schlaf und hören, daß die Stärke, Vielfalt und Einheit der Friedensbewegung es geschafft hat, die USA und die UdSSR zu einem Moratorium zu veranlassen: Wir werden ab sofort keine neuen Atomwaffen mehr produzieren, aufstellen oder stationieren. Alle im eigenen Land existierenden Atomwaffen und Raketen werden unschädlich gemacht, alle Stützpunkte werden aufgelöst. Die Regierungen der Länder der Welt werden vereinbaren, niemals mehr wieder eine Politik der ‚Verteidigung‘ durch Hochrüstung und Unterdrückung zu verfolgen. Die bisher für Rüstung aufgewendeten Gelder von einer Milliarde Dollar täglich werden ausgegeben für Friedensarbeit und Gerechtigkeit. Die Menschen der Welt sind aufgerufen, diese Zukunft zu formen und zu bestimmen …“

Der Friedensmarsch 1982 (1200 km gewaltfreie Aktion) für eine atomwaffenfreie Welt, gegen Krieg und Gewalt und gegen Umweltzerstörung, schloss ab mit dem „Wiener Appell“ der Frauen für den Frieden und der Donaufrauen, einem Empfang im Bundeskanzleramt in Wien, einem Friedens-Camp und einer großen Abschlusskundgebung, an der mehrere zehntausend Menschen teilnahmen. Unter der Gesamtleitung von Eva Quistorp gab es noch einmal eine internationale Frauen-Friedenskonferenz in Wien und den internationalen Widerstandstag der Frauen für Frieden am 17. Oktober 1983 in
der Aktionswoche der Friedensbewegung, mitorganisiert von Elke Dünow und Barbara Senft in Bonn.
Mitorganisiert u. a. von Eva Quistorp, als Sprecherin der Frauen für Frieden in der Geschäftsführung des KA der Friedensbewegung und des Sekretariats des Kongresses für ein atomwaffenfreies Europa in Westberlin im Mai 1983, fanden weitere Frauen-Friedensmärsche im Sommer 1983 statt, Wanderungen. Pilgermärsche, Menschenketten und Mahnwachen für ein atomwaffenfreies Europa von Polen bis Portugal und eine atomwaffenfreie Welt.
1983 planten und organisierten wieder Frauen für den Frieden der Friedensmarschgruppe Berlin erneut einen großen internationalen Frauenfriedensmarsch. Es begann bei dem Tribunal von Petra Kelly in Nürnberg mit dem Aufruf von Hildegard Klimmeck und Eva Quistorp. Daniel Elsberg und Philip Agee gehörten zu den Erstunterzeichnern. Zu den START-Verhandlungen der Atommächte in Genf riefen Frauen für den Frieden auf zu einer 1300 km langen ununterbrochene gewaltfreien Aktion. Organisatorinnen waren Hildegard Klimmeck, Ulrike Fink von Wiesenau, Carola Elbers und Doris Elbers. Zum internationalen Frauentag organisierten sie mit Hildegard von Meier und vielen andern eine Frauenkette zwischen der US-Botschaft und dem UdSSR-Konsulat in Berlin-Dahlem und unterstützten die Kerzenaktion von Ulrike Poppe und Bärbel Bohley zum Menschenrechtstag am 10. Dezember 1983 in Ostberlin.
Frauen für Frieden waren (durch Eva Quistorp) in der Geschäftsführung des Koordinierungsausschusses der Friedensbewegung führend bei der Organisation der großen Bonner Friedensdemonstrationen 1981–1983 der Unterstützung der Blockade in Mutlangen, später in Hasselbach, der Demos in Stuttgart und vor allem durch ihre Initiative zur Menschenkette 1983, die die DFG/VK dann mit den Kirchen und Gewerkschaften organisierte vertreten, eine besondere Frauenfriedensaktion war die Umzingelung der Hardthöhe (Standort des Verteidigungsministeriums). Frauen für Frieden vernetzten sich europaweit und teilweise weltweit mit der Koordination europaweiter Friedensdemos zwischen Athen, Paris, London, Madrid, Amsterdam, London. Auf der großen Friedensdemo in New York am 12. Juni 1982 sprach Eva Quistorp mit Wim Bartels vom IKV Holland, für die europäische Friedensbewegung und stand zwischen Pete Seeger und Vertretern der pazifischen Inseln und Jesse Jackson, Bella Abzug, Susan Sarandon, Coretta King, Paul Simon und Johnny Cash, die damals alle die Friedensbewegung gegen die Reagan’sche Politik unterstützten. Bei den Friedenskonferenzen in Prag und Moskau sowie bei der großen gewaltfreien Grenzaktion der griechischen Frauen auf geteilten Insel Zypern: „We come in Peace“ wurden Frauen für Frieden durch Hildegard Klimmeck vertreten, „Botschafterin“ über die Mauer waren Eva Epple und Hannah Kotowski.
Der Aufruf Frauen für Frieden wurde kurz nach dem Waldbühnen-Konzert von Bettina Wegner und Joan Baez Pfingsten 1982 von Bärbel Bohley und Katja Havemann unterschrieben und so bildeten sich in Ost-Berlin 1982 auf Initiative von Bärbel Bohley, Katja Havemann, Ulrike Poppe, Irena Kukutz und Heidi Bohley eine Initiativgruppe Frauen für den Frieden, in deren Folge es zur Gründung von ca. 40 autonomer Frauen-Friedensgruppen in der DDR kam. Bis 1984 gab es Frauen-Friedensgruppen in Leipzig (Ute Kämpf und Gabriele Heide), Halle (Heidi Bohley und Katrin Eigenfeld) und Karl-Marx-Stadt, es folgten Gruppen in Zwickau, Weimar (Petra Streit), Schwerin (Anne Drescher und Karin Ritter), Erfurt (Gabriele Kachold) sowie Jena.
Von Beginn an ist die Initiativgruppe grenzüberschreitend in Kontakt mit den Gruppen Frauen für den Frieden in Westberlin und den Frauen vom END in Großbritannien. Der äußere Anlass der Gründung in der DDR ist die Verabschiedung eines neuen Wehrdienstgesetzes im März 1982, welches auch die Einbeziehung von Frauen in die allgemeine Wehrpflicht vorsieht. Einen gemeinsamen Protestbrief an Erich Honecker unterschrieben 150 Frauen. Mit vielfältigen spektakulären Aktionen waren die Frauen in den 1980er Jahren innerhalb der DDR-Opposition insbesondere gegen die Sicherheitspolitik der DDR aktiv. 1989 waren zahlreiche DDR-Friedensfrauen wesentlich beteiligt an der Gründung der Bürgerbewegungen des sogenannten Wende-Herbstes.
Die Frauen für Frieden und vielerlei Friedensfrauen sind weiter aktiv. Einige haben das Thema in die Europapolitik gebracht, andere arbeiten weiter in globalen Frauen-Friedensnetzwerken und konkreten Hilfsaktionen für Frauen und Kinder in Kriegs- und Krisenregionen: Tschernobyl, Bosnien, Mittelamerika oder Tschetschenien. Mit der Kampagne für die Resolution 1325, an der Eva Quistorp und Heide Schütz und Ellen Diederich bei der Weltfrauenkonferenz in Peking aktiv waren, die dann am 31. Oktober 2000 offiziell verabschiedet wurde, haben Frauen für Frieden während der UNO-Weltfrauenkonferenz in Peking 1995 und danach in verschiedenen Ländern koordiniert einen institutionellen Beitrag geleistet, dass die Gewalt gegen Frauen einerseits, ihre Alltagsarbeit und ihre Leistungen für Konfliktlösungen und Verhinderung und Beendigung von Kriegen andererseits mehr ernst genommen, geachtet und finanziell und organisatorisch von den UNO und NGOs unterstützt werden. Einige der Frauen für Frieden sind inzwischen grandmothers for peace, andere wirken bei medica mondiale weiter und sind aktuell bei der Konferenz in London mit Angelina Jolie präsent wie in der leider an vielen Stellen der Welt notwendigen Kritik an Gewaltmedien und Gewaltexzessen, wie sie auch durch den Irakkrieg 2002–03 entstanden. Sie sind weiter in den Nachhaltigkeitsdebatten zu finden und bei der Umsetzung der Rio-Konferenz 1992 Agenda 21 in Klimaschutzprojekten und bei der Umsetzung der Millenniumsziele und der CEDAW berichte zusammen mit UNWOMAN und den NGO-Konferenzen zu RIO plus 20 und der UNO-Klimakonferenz in Warschau 2013.

## Schweiz
In der Schweiz gab vor allem die internationale Abrüstungskonferenz, die 1977 in New York stattfand, den Ausschlag zur Gründung von FfF-Gruppen in allen Schweizer Städten. Der nationale Dachverband Frauen für den Frieden Schweiz wurde 1994 gegründet.
In der Schweiz läuft die Arbeit der Friedensfrauen über die Lancierung und Unterstützung von Initiativen und Petitionen sowie der Teilnahme an Vernehmlassungen. Neben der konkreten politischen sowie der Lobbyarbeit bei Politikern organisieren die FfF-Schweiz öffentliche Informationsveranstaltungen, Protest- und Gedenkveranstaltungen. Die Öffentlichkeitsarbeit wird zudem durch die Produktion von Radiosendungen, Zeitungsartikeln, das Schreiben von Leserbriefen und die Herausgabe von Büchern unterstützt.

## Südtirol
In Folge des NATO-Doppelbeschlusses von 1979 wurde zu Beginn des Jahres 1980 auch in Bozen eine Gruppe der Frauen für Frieden aktiv.
Neben Aktionen zur Sensibilisierung der Bevölkerung gegen die bedrohliche Logik des Kalten Krieges verfolgte die Gruppe auch konkrete Ziele, wie die Schließung der NATO-Basis in Natz-Schabs, die Verhinderung von militärischen Einrichtungen in Kohlern oberhalb von Bozen, sowie die Errichtung einer atomwaffenfreien Zone in Südtirol.
Von 1980 bis 1984 veranstalteten die Frauen jährlich im Juni einen Friedensmarsch nach Kohlern und im April 1983 einen großen Ostermarsch nach Natz-Schabs.